# Koga Michio
Koga Michio (久我通雄, 1257 - 31 de dezembro de 1329),  filho mais velho do Naidaijin Michimoto, foi Daijō Daijin e Naidaijin durante o período Kamakura da História do Japão.

## Vida e carreira
Serviu os imperadores: Go-Fukakusa (1246 - 1260), Kameyama (1260 - 1274), Go-Uda (1274 - 1287), Fushimi (1287 - 1298), Go-Fushimi (1298 - 1301), Go-Nijo (1301 - 1308), Hanazono (1308 - 1318), Go-Daigo (1318 - 1329).
Em 22 de janeiro de 1259 no final do reinado de Go-Fukakusa, Michio foi nomeado para servir a Corte. Em 8 de abril de 1260  foi promovido a Jugoige (従五位下, Oficial júnior de quinto escalão) e em 20 de junho de 1262, no reinado de Kameyama, de acordo com o Kinjiki, passou a usar roupas escarlates de seu cargo.
Em 19 de fevereiro de 1263 foi promovido a Shōgoige (正五位下, Oficial senior de quinto escalão) e em 13 de janeiro de 1264 ocupou o cargo de Kokushi (governador) da Província de Kawachi . Em 5 de janeiro de 1267 ocupa o cargo de subcomandante da ala direita dos guardas do palácio (右少将, Ushōshō). Em 28 de janeiro de 1268 assume como governador da Província de Kaga. Em 10 de julho de 1272 se torna governador de Shinano . Em 17 de janeiro de 1274 Michio foi promovido a Jusanmi (従三位,Oficial de terceiro escalão) e designado servir como Uchūjō (Comandante da Ala direita) do Konoefu (Guarda do Palácio).
Em 18 de janeiro de 1275 no reinado de Go-Uda, assume como governador de Mimasaka , em 18 de novembro de 1278 foi promovido a Junii (従二位, Oficial de segundo escalão) e em 5 de abril de 1283 é nomeado Chūnagon.
Após cinco anos, em 27 de outubro de 1288, no reinado de Go-Fushimi, Michio foi promovido a Dainagon.
Em 16 de outubro de 1297, durante o reinado do Imperador Fushimi, foi promovido a Naidaijin.  Em 13 de novembro, deste mesmo ano, ele se tornou Bettō (reitor) da escola Shōgakuin (da família imperial). Em 12 de julho de 1298 deixa o cargo de Naidaijin. No início de 1309 (10 de Janeiro) seu pai veio a falecer.
Em 6 de setembro de 1313, durante o reinado de Hanazono é promovido a Shōichii (正一位, ministro de primeiro escalão) e em 18 de outubro de 1319 assume o cargo de Daijō Daijin e fica nele até 2 de maio de 1323 , durante o governo de Go-Daigo, quando retoma o seu cargo na escola Shōgakuin onde permanece até seu falecimento.

| Precedido por Koga Michimoto        | -- 9º Líder dos Koga Minamoto (1308-1329) | Sucedido por Koga Nagamichi       |
| Precedido por Sanjō Saneshige       | 62º Daijō Daijin (1319 - 1323)            | Sucedido por Takatsukasa Fuyuhira |
| Precedido por Tsuchimikado Sadazane | 91º Naidaijin (1297 - 1298)               | Sucedido por Saionji Kinhira      |